# Академик Николай Страхов (судно)
«Академик Николай Страхов» (НИС «Академик Страхов»; Akademik Nikolaj Strakhov) — научно-исследовательское судно Академии Наук СССР, в дальнейшем РАН.
Судно получило имя в честь академика Николая Михайловича Страхова (1900—1978). Н. М. Страхов он работал в Геологическом институте (1934—1978) и внёс выдающийся вклад в теоретическую литологию и геохимию осадочных пород.

## Конструкция
Водоизмещение корабля составляет 2318 тонн, длина — 75,5 метров, на нём установлено новейшее оборудование для изучения океанического рельефа. За 40 лет эксплуатации «Академик Николай Страхов» провел почти 6 десятков экспедиций, его команда сделала более десятка научных открытий в области изучения рельефа дна Мирового океана.

## История
Научно-исследовательское судно построено в 1985 году (по заказу Судоимпорт) финской компанией «Холлминг» (Hollming Ltd.) для Геологического института Академии Наук СССР.
В Серию 2600 T также входили суда:
- Академик Борис Петров (судно)
- Академик М.А. Лаврентьев (судно)
- Академик Опарин (судно)

Судно предназначено для исследования геофизических полей океана и геологического строения океанского дна.
К 2011 году НИС «Академик Николай Страхов» совершил 27 рейсов, главным образом в Баренцево море и Северную Атлантику, для проведения геологических и геофизических работ.

### Ремонт
В августе 2013 года судно было пришвартовано в порту Коломбо (Шри-Ланка) из-за поломки винта. В марте 2015 года экипажу судна было запрещено выходить за территорию порта. Геологический институт РАН задолжал обслуживающей компании порта Коломбо более 200 тысяч долларов, в случае невыплаты долга «Академик Николай Страхов» мог быть арестован и продан. Экипаж корабля остался без продовольствия и электроэнергии. Заместитель председателя правительства Российской Федерации Аркадий Дворкович поручил срочно найти решение проблемы, сложившейся вокруг судна.
В августе 2015 года в Коломбо начался ремонт судна, сроком 1 месяц, стоимостью 570 000 долларов США.

## Современные экспедиции
В 2015 году судно перевели, как и весь Научно-исследовательский флот Российской академии наук, в оперативное управление Института океанологии.
На обратном пути после ремонта, в сентябре 2015 года проведена экспедиция по изучению Восточно-Индийского хребта.
21 января 2016 года Научно-исследовательское судно «Академик Николай Страхов» прибыло в Балтийск, порт приписки — Калининград (порт).
В июле 2017 года судно на 2 недели отправилось из Калининграда в экспедицию по российскому сектору юго-восточной Балтики и Финскому заливу. Основное внимание было уделено загрязнению акватории Балтийского моря нефтью и проверка платформы D6 компании «Лукойл».
В 2017 году планировались работы по модернизации судна с продлением срока службы на 10-15 лет.
В сентябре 2024 года у судна «Академик Николай Страхов» в начале экспедиции в Карском море отказал главный двигатель, экипаж не смог его починить.